# Vicente Antonio García de la Huerta
Vicente Antonio García de la Huerta (Zafra, 19 marzo 1734 – Madrid, 12 marzo 1787) è stato un poeta e drammaturgo spagnolo.
Viene considerato il più importante autore spagnolo di opere drammatiche del Settecento.

## Biografia
Vicente Antonio García de la Huerta proveniva da una famiglia nobile, figlio di Juan Francisco y de María Muñoz. All'età di tre anni la famiglia si trasferì ad Aranda de Duero e successivamente a Zamora, dove trascorse la sua infanzia, ma ben presto si trasferì a Salamanca per proseguire la sua carriera scolastica e iscriversi alla università locale.
Infine si stabilì a Madrid, dove sposò il 10 Aprile 1757 Gertrudis Carrera y Larrea, dalla quale ebbe un figlio, Luis, futuro luogotenente dell'Artiglieria. A Madrid ottenne un impiego alla Real Biblioteca.
Grazie alla protezione del duca di Alba, entrò in tre accademie: l'Academia Española de la Lengua, della Historia e delle Artes de San Fernando.
Dopo il 1766 ebbe qualche contrasto con le autorità iberiche e fu costretto, per qualche anno, ad un esilio effettuato tra Orano e Parigi, ma quando cambiò l'aria dell'ambiente letterario e della corte, rientrò in patria.
Negli ultimi anni di vita assunse la direzione della Biblioteca Nacional de España.

## La carriera
García de la Huerta è noto, conosciuto ed apprezzato per il dramma eroico Raquel (1777), che i critici letterari definiscono come una delle opere più significative del Settecento in Spagna. Il lavoro, composto in endecasillabi, è caratterizzato da uno stile e da un gusto risalente ai modelli nazionali dell'età aurea, in contrasto evidente con la corrente neoclassica che si ispirava alla tragedia francese.
L'opera descrisse l'amore fatale tra il re Alfonso VIII e una ebrea di Toledo, Raquel, famosa per la sua ambizione di potere. Questa relazione mise in gravi difficoltà il monarca e si risolse con la tragica morte della donna.
García de la Huerta scrisse anche importanti liriche, ad esempio Obras poéticas, in due volumi, composta nel 1778 e Poesías del 1786, egloghe, canti epici, raccolte critiche di autori del secolo d'oro, tra le quali Theatro Hespanol in 16 volumi, che suscitò molte polemiche perché non incluse autori fondamentali e importanti come Lope de Vega e Tirso de Molina, esaltando invece la figura di Pedro Calderón de la Barca, traduzioni come Zaire di Voltaire e la riduzione dell'Elettra di Sofocle.
Nei suoi lavori sostenne il teatro spagnolo e la tradizione, opponendosi invece alle innovazioni contemporanee e all'influenza letteraria francese.

## Opere
- Endymión poema eroico, Madrid, 1755;
- Bibliotheca Militar Española, Madrid, Antonio Pérez Soto, 1760;
- Obras Poéticas, Madrid, Antonio de Sancha, 1778-1779, 2 vol.;
- El tiempo en la mano y tablas de memoria para el año 1781, Madrid, 1781;
- Endecasílabos que con motivo del bombardeo de Argel, executado de orden del Rey nuestro señor por el Teniente General de la Real Armada el Excelentísimo Señor Don Antonio Barceló en el presente mes de agosto de 1783, Madrid, Antonio de Sancha, 1783;
- Elogio del Excelentísimo Señor D. Antonio Barceló, con motivo de la expedición contra Argel en julio de este año de 1784, Madrid, Hilario Santos Alonso, 1784;
- La fe triunfante del amor y cetro, Madrid, Oficina de Pantaleón Aznar, 1784;
- Theatro Hespañol, Madrid, Imprenta Real, 1785-1786;
- Lección crítica a los lectores del papel intitulado: Continuación de las Memorias Críticas de Cosme Damián, Madrid, Imprenta Real, 1785;
- Poesías líricas, Madrid, Biblioteca de Autores Españoles, LXI, 1869